# Коремата
Коремата (греч. — coremata) — крупный орган, с силой выбрасываемый наружу из конца брюшка самцов некоторых видов бабочек, преимущественно из семейства медведицы. Является пахучей железой.
Коремата состоит из пары труб, каждая из которых покрыта примерно 3000 чувствительных волосков (чешуек). Орган может быть длиннее самого тела бабочки и иметь разную форму — от небольшого помпона до длинной трубки. Волоски помогают распространять феромоны, предназначенные для привлечения самок. С этой целью самцы активно машут крыльями, чтобы развеять свой запах на как можно большее расстояние. Орган надувается и выбрасывается из конца брюшка при помощью притока гемолимфы или воздуха.